# 散兵

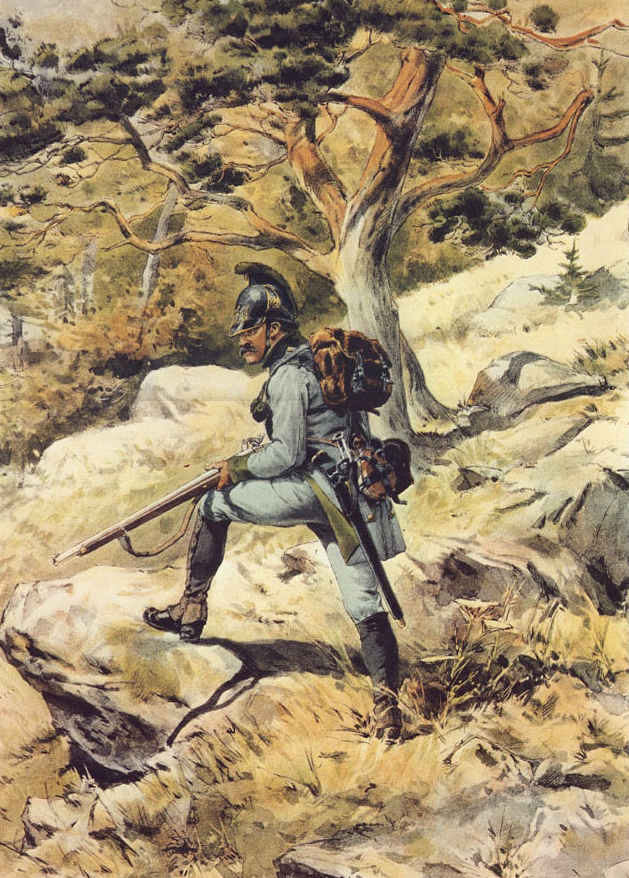
1800年左右的奧地利獵兵，其穿著色澤較為單調的制服，以幫助掩護行蹤

散兵（英語：Skirmishers）是指採取鬆散隊形布陣的輕裝步兵。
在過去步兵普遍採取密集隊形的時代，常會在整體隊形的前方和側面一段距離間安排散兵部隊。其功用在於敵我雙方主力交鋒前，先以遠程攻擊對敵軍造成損害，而使其隊列受損分散；同時也可以從採取同樣戰術的敵軍攻勢中掩護我方主力部隊。
散兵為了保持其機動性而常使用較輕量化的配備。中世紀及以前的散兵一般配有投石繩、標槍、弓、弩等遠程武器，並以輕型盾牌作為防禦裝備。除了攻擊敵人外，散兵也常常負起斥候和包圍敵人的工作。
而在火器發明後，散兵編制中也迅速導入了這類武器。著名的西班牙大方陣就是以長槍兵組成的方陣為中心，其周圍則以配備火繩槍的散兵部隊掩護之。隨著火器的進步，散兵的主要武器也由更先進的燧發槍所取代。
而到了十九世紀，由於火砲的強化，步兵開始放棄容易遭受巨大砲擊傷害的密集陣型，於是也沒有了重裝步兵和散兵的區別。換言之，所有的步兵都可被稱為散兵了。